# 喬·施瑞納
約瑟夫·查爾斯·施瑞納（英語：Joseph Charles Schriner；1955年3月3日—），是一名美國政治活動家和記者，2020年到2016年間曾五度競逐美國總統職務。他倡導基督教民主主義，主要是作為獨立候選人競選，直至2020年美國總統選舉改以美國團結黨身分參選。他曾在2000年和2016年大選週期初期以共和黨人身份參選，也曾在2008年大選週期競逐绿党總統候選人資格但失敗。
在成為常年候選人之前，施瑞納花費大量的時間在美國各地旅行，並即席對他遇到的個人進行專訪。他聲稱，與經驗豐富的決策者相比，這些主觀經歷使他對國家的社會、政治和經濟問題有了更深入的了解。這些年來，他已經接受了眾多媒體採訪，並曾在多家大學發表演講。
在媒體裡，施瑞林被稱為「普通人」（average Joe），有時也被稱為「油漆工喬」（Joe the Painter）。目前他是個體經營的房屋油漆工，亦是其家鄉報紙《布拉夫頓新聞》（The Bluffton News）的自由撰稿人。

## 外部連結
- Vote for Joe 官方網站（页面存档备份，存于）

- 智慧投票计划中的傳記、投票紀錄及利益集團評級